# Chytranthus dasystachys
Chytranthus dasystachys là một loài thực vật có hoa trong họ Bồ hòn. Loài này được Gilg ex Radlk. mô tả khoa học đầu tiên năm 1921.